# C/1825 N1
Komet Pons ali C/1825 N1 je komet, ki ga je odkril francoski astronom Jean-Louis Pons 18. julija 1825.

## Značilnosti
Soncu se je najbolj približal 11. decembra 1825, ko je bil na razdalji približno 1,24 a.e. od Sonca. S prostim očesom je bil viden od zadnjih dni avgusta do konca decembra. Najprej se je videl v ozvezdju Bika (Taurus) na jutranjem nebu. Pomikal se je proti jugozahodu. V sredini oktobra se je nahajal v ozvezdju Kiparja (Sculptor), njegova svetlost je takrat imela 2 do 3 magnitudo, rep je bil 14° dolg. Kmalu za tem je bil toliko južneje, da se ni več videl iz Evrope in Amerike. Proti koncu decembra ga niso več opazili.